# Округ Гарфилд (Оклахома)
Округ Гарфилд (енгл. Garfield County) је округ у америчкој савезној држави Оклахома.

## Демографија
По попису из 2010. године број становника је 60.580, што је 2.767 (4,8%) становника више него 2000. године.
| Група             | 2000.          | 2010.          |
| Белци             | 50.267 (86,9%) | 48.744 (80,5%) |
| Афроамериканци    | 1.885 (3,3%)   | 1.811 (3,0%)   |
| Азијати           | 491 (0,8%)     | 588 (1,0%)     |
| Хиспаноамериканци | 2.387 (4,1%)   | 5.353 (8,8%)   |
| Укупно            | 57.813         | 60.580         |